# Adolf Dietzel
Adolf Dietzel (* 3. Februar 1902 in Pforzheim; † 27. November 1993) war ein deutscher Chemiker, Professor für Chemie und Direktor des Max-Planck-Instituts für Silikatforschung in Würzburg. Nach ihm ist der Adolf-Dietzel-Industriepreis benannt.

## Leben
Adolf Dietzel, Sohn des Chemikers Adolf Dietzel, und dessen Ehefrau Emilie Dietzel, geborene Hasenmayer, studierte ab 1920 an der Technischen Hochschule Karlsruhe (heute Karlsruher Institut für Technologie), absolvierte dort 1926 sein Diplom-Examen und wurde 1928 mit der Dissertation Die Kristallisationsgeschwindigkeit der technischen Natron-Kalk-Silikatgläser Dr.-Ing. promoviert. Im Jahr 1935 habilitierte er sich dort mit der Schrift Die Aufklärung des Haftproblems bei der Eisenblechemaillierung. Im selben Jahr wurde er Mitglied des Vorstandes beim Kaiser-Wilhelm-Institut für Silikatforschung in Berlin-Dahlem (heute Fraunhofer-Institut für Silicatforschung). Vom 5. Februar 1938 bis 1945 war er Dozent für Glas- und Emailtechnik am Technischen Chemischen Institut der Fakultät I für Allgemeine Wissenschaften, Fachabteilung für Chemie der Technischen Hochschule Berlin, ab 1. März 1943 dort außerplanmäßiger Professor. Am 18. Dezember 1939 beantragte Dietzel die Aufnahme in die NSDAP und wurde zum 1. April 1940 aufgenommen (Mitgliedsnummer 7.617.237).
Nach dem Zweiten Weltkrieg war Dietzel von 1951 bis 1969 Direktor des Max-Planck-Instituts für Silikatforschung in Würzburg (am 1. November 1971
Übernahme in die Fraunhofer-Gesellschaft als Institut für Silicatforschung ISC). 1955 hatte er am Institut eine eigene Abteilung für Kristallkunde eingerichtet. 1962/1963 fungierte er als Präsident der International Commission on Glass, 1965/1966 als Präsident des Internationalen Enamellers Institut. Im Jahr 1971 wurde Dietzel emeritiert.
Im Jahr 1952 hatte er den Goldenen Gehlhoff-Ring der Deutschen Glastechnischen Gesellschaft erhalten, 1957 die Seger-Medaille der Deutschen Keramischen Gesellschaft, deren Ehrenmitglied er 1969 wurde. 1962 wurde er Ehrenmitglied der American Ceramic Society, 1972 der Societa Italiana per la Ceramica; 1963 erhielt er die Louis-Vielhaber-Medaille vom Verein Deutscher Emailfachleute (1970 wurde er Ehrenvorsitzender des Vereins), 1964 die Otto-Schott-Medaille der Deutschen Glastechnischen Gesellschaft sowie den Rieke-Ring der Deutschen Keramischen Gesellschaft. 1979 wurde er Ehrendoktor (Dr.-Ing. E.h.) der TU Clausthal-Zellerfeld; 1981 erhielt er das Bundesverdienstkreuz Erster Klasse.
In Gedenken an Adolf Dietzel wird in Abständen von höchstens zwei Jahren als Anreiz für wissenschaftlichen Nachwuchs der Adolf-Dietzel-Preis verliehen.
Adolf Dietzel war evangelisch, ab 1930 verheiratet mit Margarethe Dietzel († vor 1986), geborene Madlener, lebte in Ostheim vor der Rhön und starb am 27. November 1993.

## Publikationen
- Die Aufklärung des Haftproblems bei der Eisenblechemaillierung. Müller & Schmidt, Coburg 1935; zugleich Habilitationsschrift Karlsruhe 1935.
- Einfluss des Wasserdampfgehaltes der Ofenatmosphäre auf den Stahlblech-Emaillierprozess. 1966.
- Emaillierung. Wissenschaftliche Grundlagen und Grundzüge der Technologie. Springer Verlag, 1981, ISBN 978-3-540-10453-7.
- Max-Planck-Institut für Silicatforschung in Würzburg. In: Jahrbuch der Max-Planck-Gesellschaft, 1961, Teil II, S. 704–719 (Selbstdarstellung der Geschichte des Instituts seit der Gründung 1926).
- Beiträge in Berichte der Deutschen Keramischen Gesellschaft.